# نیژنیه ماخارگیماخی
نیژنیه ماخارگیماخی (به لاتین: Nizhneye Makhargimakhi) یک منطقهٔ مسکونی در روسیه است که در داغستان واقع شده‌است.